# Одесский, Михаил Павлович
Михаи́л Па́влович Оде́сский (род. 18 марта 1961, Москва) — российский филолог, занимается вопросами истории русской литературы и культуры XV—XX вв. Доктор филологических наук (2003), профессор (2004).

## Биография
В 1983 году окончил филологический факультет Московского государственного университета им. М. В. Ломоносова. Работал в Государственном литературном музее (Музей-квартира Ф. М. Достоевского), журналах «Детская литература», «Литературное обозрение». С 1998 года — в Российском государственном гуманитарном университете, на кафедре русской литературы историко-филологического факультета. В 2000 году — вместе с Д. М. Фельдманом и О. И. Киянской — перешёл на вновь созданный факультет журналистики, возглавил кафедру литературной критики. Читает курсы лекций «История древнерусской литературы», «Основы теории литературы», «Основы теории драмы», «История древнерусской публицистики», «Основы текстологии».
Кандидат филологических наук (1986, диссертация «Русская драма эпохи Петра I»), доктор филологических наук (2003, диссертация «Поэтика русской драмы последней трети XVII — первой трети XVIII вв.»), профессор (2004).
Публикуется с 1986 года.

## Научные интересы
Научные интересы — история политической терминологии, текстология, история русской литературы и культуры XV—XX вв. («Сказание о Дракуле воеводе», А. Д. Кантемир, М. В. Ломоносов, В. И. Лукин, А. С. Грибоедов, Ф. Н. Глинка, А. С. Пушкин, Ф. И. Тютчев, А. К. Толстой, И. С. Тургенев, В. С. Соловьёв, А. А. Блок, Андрей Белый, А. А. Ахматова, В. В. Хлебников, В. В. Маяковский, И. М. Зданевич, И. Э. Бабель, И. А. Ильф, Е. П. Петров, Даниил Хармс), русская драма последней трети XVII — первой трети XVIII вв., история оккультизма в русской литературе (В. И. Лукин, Екатерина II, Ф. М. Достоевский, М. А. Кузмин, А. Е. Крученых, В. А. Обручев, И. Г. Эренбург, А. А. Богданов), историческая поэтика, теория и история драмы (русская драма последней трети XVII — первой трети XVIII вв., русская драма «серебряного века» и авангарда), история советской журналистики.
Совместно с Д. М. Фельдманом опубликовал первый, самый полный вариант романов «Двенадцать стульев» (1997) и «Золотой телёнок» (2000). Роман «Двенадцать стульев» выпущен с комментариями.

## Семья
- Отец — Павел Дмитриевич Одесский (1936—2020), доктор технических наук, профессор, заслуженный деятель науки РФ, лауреат Государственной премии СССР и дважды лауреат премий совета министров России в области науки и техники. Заведующий сектором лаборатории филиала Федерального государственного унитарного предприятия "Научно-исследовательский центр «Строительство» — «Центральный научно-исследовательский институт строительных конструкций имени В. А. Кучеренко»
- Тётя (по отцовской линии) — Паола Волкова, искусствовед.
- Жена — Моника Спивак, литературовед.